# 猫儿刺耳蕨
猫儿刺耳蕨（学名：Polystichum stimulans）为鳞毛蕨科耳蕨属下的一个种。

## 扩展阅读
- 維基物種上的相關：猫儿刺耳蕨